# Чиста Млака
Чиста Млака (хорв. Čista Mlaka) — населений пункт у Хорватії, в Загребській жупанії у складі громади Ругвиця.

## Населення
Населення за даними перепису 2011 року становило 582 осіб.
Динаміка чисельності населення поселення:

## Клімат
Середня річна температура становить 10,79 °C, середня максимальна – 25,47 °C, а середня мінімальна – -6,33 °C. Середня річна кількість опадів – 850 мм.
| Клімат поселення                              | Клімат поселення | Клімат поселення | Клімат поселення | Клімат поселення | Клімат поселення | Клімат поселення | Клімат поселення | Клімат поселення | Клімат поселення | Клімат поселення | Клімат поселення | Клімат поселення | Клімат поселення |
| Показник                                      | Січ.             | Лют.             | Бер.             | Квіт.            | Трав.            | Черв.            | Лип.             | Серп.            | Вер.             | Жовт.            | Лист.            | Груд.            |                  |
| Середній максимум, °C                         | 6,08             | 8,24             | 12,82            | 17,44            | 22,48            | 25,47            | 24,76            | 23,92            | 19,98            | 14,74            | 8,98             | 5,00             |                  |
| Середня температура, °C                       | −0,11            | 2,00             | 6,60             | 11,22            | 16,29            | 19,28            | 20,90            | 20,08            | 16,10            | 10,88            | 5,13             | 1,15             |                  |
| Середній мінімум, °C                          | −6,33            | −4,18            | 0,42             | 5,03             | 10,08            | 13,06            | 17,03            | 16,20            | 12,26            | 7,01             | 1,26             | −2,73            |                  |
| Норма опадів, мм                              | 50               | 47               | 55               | 66               | 74               | 91               | 76               | 85               | 80               | 81               | 84               | 61               |                  |
| Середньомісячна швидкість вітру, м/с          | 1.80             | 2.00             | 2.40             | 2.30             | 2.10             | 1.90             | 1.90             | 1.70             | 1.70             | 1.75             | 1.80             | 1.80             |                  |
| Середньомісячна сонячна радіація, кДж/м²·день | 4105             | 6853             | 10560            | 14975            | 19197            | 21142            | 22006            | 19319            | 14194            | 8751             | 4537             | 3332             |                  |
| --------------------------------------------- | ---------------- | ---------------- | ---------------- | ---------------- | ---------------- | ---------------- | ---------------- | ---------------- | ---------------- | ---------------- | ---------------- | ---------------- | ---------------- |
| Джерело:                                      |                  |                  |                  |                  |                  |                  |                  |                  |                  |                  |                  |                  |                  |